# Bloemhof
Bloemhof – miasto w Republice Południowej Afryki, w Prowincji Północno-Zachodniej.
Miasto leży nad rzeką Vaal. Zostało założone w roku 1864, po odkryciu w jego rejonie pokładów diamentów. Wcześniej na tym terenie położona była farma, należąca do Johna Barclaya.